# فدراسیون بسکتبال ایسلند
فدراسیون بسکتبال ایسلند (انگلیسی: Icelandic Basketball Association) نهاد اداره کننده ورزش بسکتبال در کشور ایسلند است. این فدراسیون که در سال ۱۹۶۱ تاسیس شده مقر آن در شهر ریکیاویک قرار دارد.